# Itame deceptrix
Itame deceptrix är en fjärilsart som beskrevs av Dyar 1913. Itame deceptrix ingår i släktet Itame och familjen mätare. Inga underarter finns listade i Catalogue of Life.